# Grease (comédie musicale)
Pour les articles homonymes, voir Grease.
Grease est une comédie musicale américaine de Jim Jacobs et Warren Casey créée en 1971 au Kingston Mines Theatre de Chicago avant d'être présentée à partir du 14 février 1972 à l'Eden Theatre, off-Broadway.
En 1978, elle est adaptée au cinéma avec John Travolta et Olivia Newton-John dans les rôles principaux. En 2016, elle est adaptée à la télévision sous la forme d'un téléfilm live avec Julianne Hough et Aaron Tveit dans les rôles principaux. Une autre série, Grease: Rise of the Pink Ladies, est diffusée en 2023.
Le spectacle est joué quant à lui jusqu'en 1980, avec plus de 3 300 représentations, ce qui constitue alors un record de longévité à Broadway (battu plus tard par A Chorus Line), et repris à Londres puis à nouveau à Broadway en 1994 et 2007.

## Synopsis
L'histoire se déroule en 1959 à la Rydell High School. Sandy Olsen , une nouvelle élève intègre le lycée. Elle y retrouve par hasard son amour d'été, Danny Zuko, chef du gang des Burger Palace Boys (ou T-Birds selon les versions). Si elle est heureuse de le revoir, lui se préoccupe plus de sa popularité que des sentiments de Sandy.

## Fiche technique
- Titre original : Grease
- Livret, lyrics et musique : Jim Jacobs et Warren Casey
- Mise en scène : Tom Moore
- Chorégraphie : Patricia Birch
- Direction musicale : Louis St. Louis
- Arrangements vocaux : Louis St. Louis
- Orchestrations : Michael Leonard, Louis St. Louis
- Décors : Douglas W. Schmidt
- Costumes : Carrie F. Robbins
- Lumières : Karl Eigsti
- Production :  Kenneth Waissman et Maxine Fox
- Date de première représentation : 14 février 1972
- Date de dernière représentation : 13 avril 1980
- Nombre de représentations consécutives : 3 388

## Distribution de la création
- Barry Bostwick : Danny Zuko
- Carole Demas : Sandy Dumbrowski
- Donagh Crowe : Kenickie
- Adrienne Barbeau : Betty Rizzo
- James Canning :  Doody
- Jim Borrelli : Sonny
- Walter Bobbie : Roger
- Mews Small : Frenchy
- Katie Hanley : Marty
- Garn Stephens : Jan
- Dorothy Leon : Miss Lynch
- Tom Harris :  Eugene Florczyk
- Ilene Kristen : Patty Simcox
- Don Billett : Vince Fontaine
- Alan Paul : Johnny Casino /Teen Angel
- Kathi Moss : Charlene « Cha-Cha » DiGregorio

## Numéros musicaux
Au fil des représentations et des productions, le spectacle a évolué.

### Production originale 1971
| Acte I - Alma Mater – Miss Lynch, Patty, Eugene et la troupe - Alma Mater (Parodie) – Pink Ladies et les Burger Palace Boys - Summer Nights – Sandy, Danny, Pink Ladies et les Burger Palace Boys - Those Magic Changes – Doody, Pink Ladies et les Burger Palace Boys - Freddy, My Love – Marty et les Pink Ladies - Greased Lightnin’ – Kenickie et les Burger Palace Boys - Rydell Fight Song – Sandy et Patty - Mooning – Roger et Jan - Look at Me, I'm Sandra Dee – Rizzo - We Go Together – Pink Ladies et les Burger Palace Boys | Acte II - Shakin' at the High School Hop – la troupe - It's Raining on Prom Night – Sandy et le chanteur à la radio - Shakin' at the High School Hop (Reprise) – la troupe - Born to Hand Jive – Johnny Casino et la troupe - Beauty School Dropout – Teen Angel, Frenchy et chœurs - Alone at a Drive-in Movie – Danny et les Burger Palace Boys - Rock 'N' Roll Party Queen – Doody et Roger - There Are Worse Things I Could Do – Rizzo - Look at Me, I'm Sandra Dee (Reprise) – Sandy - All Choked Up – Sandy, Danny, Pink Ladies et les Burger Palace Boys - We Go Together (Reprise) – la troupe |

Note : La version scolaire utilise des chansons écourtées et omet There Are Worse Things I Could Do.

### Version 1994
| Acte I - Alma Mater (We Go Together) – la troupe - We Go Together – Kids, Pink Ladies et les Burger Palace Boys - Summer Nights – Sandy, Danny, Pink Ladies, Burger Palace Boys, Eugene et Patty - Those Magic Changes – Doody et les Burger Palace Boys - Freddy, My Love – Marty et les Pink Ladies - Greased Lightnin’ – Kenickie et les Burger Palace Boys - Greased Lightnin' (Reprise) – Rizzo et les Burger Palace Boys - Rydell Fight Song – Sandy et Patty - Mooning – Roger et Jan - Look at Me, I'm Sandra Dee – Rizzo - Since I Don't Have You – Sandy - We Go Together – Pink Ladies et les Burger Palace Boys | Acte II - Shakin' at the High School Hop – la troupe - It's Raining on Prom Night – Sandy, Jan et le chanteur de la radio - Shakin' at the High School Hop (Reprise) – chœurs - Born to Hand Jive – Johnny Casino et la troupe - Beauty School Dropout – Teen Angel et chœurs - Alone at a Drive-in Movie – Danny et les Burger Palace Boys - Rock 'N' Roll Party Queen – Doody et Roger - There Are Worse Things I Could Do – Rizzo - Look at Me, I'm Sandra Dee (Reprise) – Sandy et Rizzo - Finale Medley (avec All Choked Up) – la troupe |

### Version 2007
| Acte I - Prologue – Instrumental - Grease* – la troupe - Summer Nights – Sandy, Danny, Pink Ladies, T-Birds, Eugene et Patty - Those Magic Changes – Doody et les T-Birds - Freddy, My Love – Marty et les Pink Ladies - Greased Lightnin’ – Kenickie et les Burger Palace Boys - Rydell Fight Song – Sandy et Patty - Mooning – Roger et Jan - Look at Me, I'm Sandra Dee – Rizzo - We Go Together – Pink Ladies et les T-Birds | Acte II - Shakin' at the High School Hop – La troupe - It's Raining on Prom Night – Sandy et Jan - Born to Hand Jive – Vince Fontaine et la troupe - Hopelessly Devoted to You* – Sandy - Beauty School Dropout – Teen Angel et chœurs - Sandy* – Danny - Rock 'N' Roll Party Queen – Doody et Roger - There Are Worse Things I Could Do – Rizzo - Look at Me, I'm Sandra Dee (Reprise) – Sandy - You're the One That I Want* – Danny, Sandy, Pink Ladies, et les T-Birds - We Go Together (Reprise) – la troupe - Grease Medley – la troupe |

Note : cette nouvelle adaptation intègre plusieurs changements issus du film. Quelques passages ont été supprimés et des chansons ajoutées dont Grease écrit par Barry Gibb, Hopelessly Devoted to You et You're the One That I Want de John Farrar et Sandy de Louis St. Louis et Scott Simon.

## Distinctions

### Récompenses
- Drama Desk Awards 1972 :
  - Meilleure chorégraphie  : Patricia Birch
  - Meilleurs costumes : Carrie Robbins
- Theatre World Awards 1972 : Adrienne Barbeau
- Theatre World Awards 1994 : Brooke Shields

#### Nominations
- Tony Awards 1972 :
  - Meilleure comédie musicale
  - Meilleur livret :  Jim Jacobs et Warren Casey
  - Meilleur acteur dans une comédie musicale :  Barry Bostwick
  - Meilleur second rôle masculin dans une comédie musicale : Timothy Meyers
  - Meilleur second rôle féminin dans une comédie musicale : Adrienne Barbeau
  - Meilleure chorégraphie : Patricia Birch
  - Meilleurs costumes : Carrie Robbins
- Drama Desk Awards 1994 :
  - Meilleur second rôle masculin dans une comédie musicale : Sam Harris
  - Meilleure chorégraphie : Jeff Calhoun
- Tony Awards 1994 :
  - Meilleure reprise
  - Meilleur second rôle féminin dans une comédie musicale : Marcia Lewis
  - Meilleure chorégraphie : Jeff Calhoun
- Tony Awards 2007 : Meilleure reprise d'une comédie musicale

## Production

### Création
L'histoire a été inspirée à Jim Jacobs par son adolescence à la William Taft High School. Avec Warren Casey, il écrit le livret les lyrics et compose la musique.
Les producteurs Ken Waissman et Maxine Fox acceptent de produire le spectacle off-Broadway après l'avoir vu à Chicago. La production, mise en scène par Tom Moore et chorégraphié par Patricia Birch (qui s'occupe plus tard de l'adaptation cinématographique), démarre le 14 février 1972 à l'Eden Theatre dans le centre de Manhattan.
La distribution originale est composée de Barry Bostwick dans le rôle de Danny et Carole Demas dans celui de Sandy. Ils étaient accompagnés d'Adrienne Barbeau (Rizzo), Timothy Meyers (Kenickie), Alan Paul et Walter Bobbie. D'autres acteurs viennent au fur et à mesure remplacer la distribution originale avec entre autres Jeff Conaway, Gail Edwards, Marilu Henner, Peter Gallagher, Ilene Graff, Judy Kaye, Patrick Swayze, John Travolta, Jerry Zaks et Treat Williams. Richard Gere est également l'une des doublures de nombreux rôles, y compris celui de Danny Zuko, Teen Angel et Vince Fontaine.
Le spectacle est nommé à 7 reprises aux Tony Awards 1972 sans en obtenir aucun.
Le 7 juin 1972, la production est transférée au Broadhurst Theatre, puis le 21 novembre au Royale Theatre, où il est joué jusqu'au 27 janvier 1980, et enfin au Majestic Theatre. Il s'arrête définitivement le 13 avril 1980, après 3 388 représentations consécutives.
La première version de Grease étant jugée par certains « agressive », « crue » et « vulgaire », les productions suivantes sont légèrement atténuées pour rendre le spectacle plus populaire.

### Londres (1974)
La création londonienne a lieu au New London Theatre en juin 1974 avec une distribution comprenant Richard Gere dans le rôle de Danny, Stacey Gregg dans celui de Sandy, ainsi que Stephen Bent (Roger), Jacqui-Ann Carr (Rizzo) et Derek James (Doody). Plus tard, Paul Nicholas et Elaine Paige, qui avait été dans la production londonienne de Hair reprennent les rôles principaux. Kim Braden reprend également le rôle de Sandy,.

### Version scolaire
Afin de rendre la comédie musicale adaptée à de jeunes artistes, Jim Jacobs décida d'écrire une « version scolaire » de la comédie musicale. Cette adaptation élimine toutes les références aux cigarettes et à l'alcool, ainsi que tout langage grossier. Toutes les chansons subissent de ce fait des changements. Certaines intrigues sont absentes dans la version scolaire, comme la grossesse de Rizzo et sa chanson There Are Worse Things I Could Do, ou le début de la soirée pyjama dans la chambre de Marty.

### Principales reprises
Dans les différentes productions montées par la suite, l'histoire a plus ou moins été modifiée en fonction des metteurs en scène. La popularité de l'adaptation cinématographique de 1978 les obligea également à s'en inspirer et à utiliser quelques éléments créés pour l'occasion, comme certaines chansons qui n'existaient pas dans la version originale.

#### Londres (1993)
Grease est repris en 1993 dans une mise en scène par David Gilmore au Dominion Theatre avant d'être transféré au Cambridge Theatre en octobre 1996, où il est joué jusqu'au 11 septembre 1999. La distribution comprend Craig McLachlan (Danny), Debbie Gibson (Sandy), remplacée par la suite par Sonia Evans et  Samantha Janus, Mike Doyle (Vince Fontaine), Tamzin Outhwaite (Patty), Shane Ritchie (Kenickie) et Sally Ann Triplett (Rizzo).

#### Broadway (1994) et tournée américaine

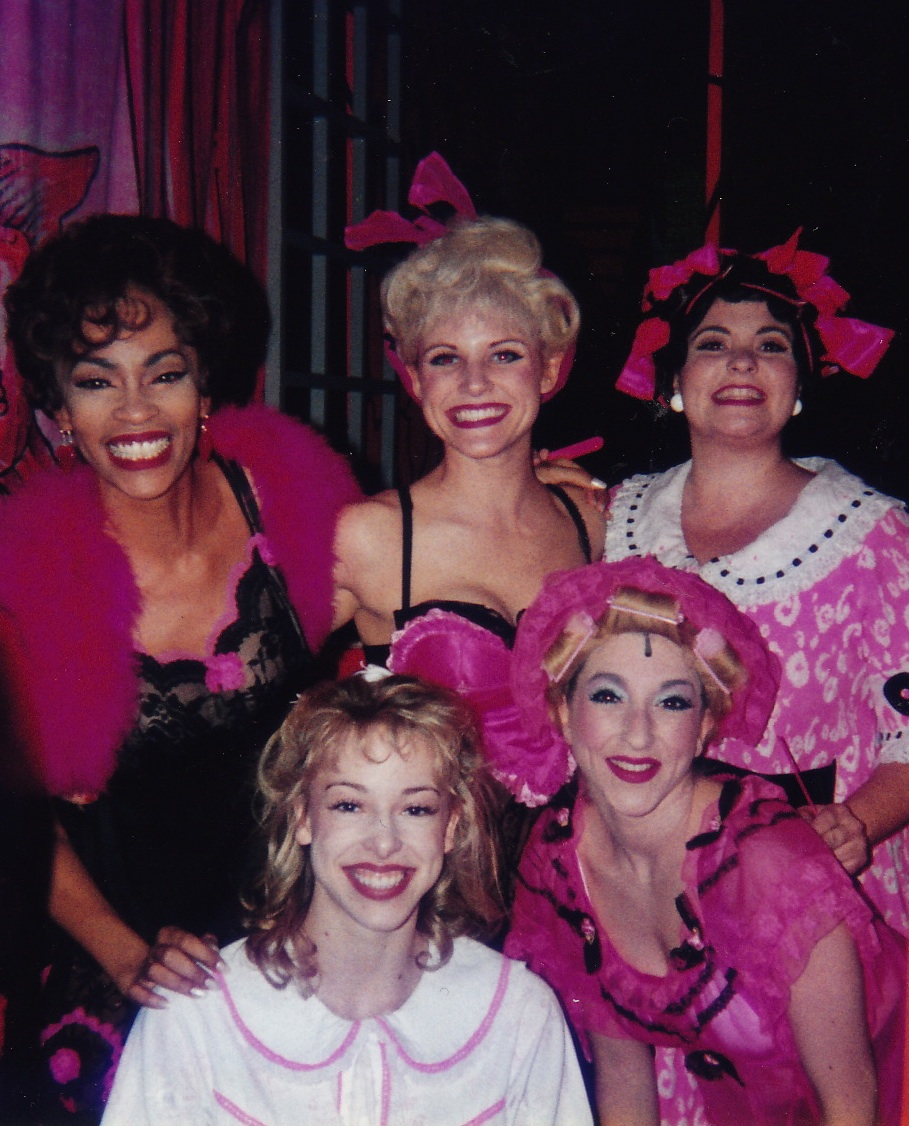
Troupe de Grease en 1996 à Broadway.

La comédie musicale est remontée à Broadway, mise en scène et chorégraphiée par Jeff Calhoun le 11 mai 1994, au Eugene O'Neill Theatre, où elle est jouée 1 505 représentations. La distribution comprend Ricky Paull Goldin (Danny), Brooke Shields puis Rosie O'Donnell (Rizzo), Susan Wood (Sandy), Hunter Foster (Roger), Megan Mullally (Marty), Heather Stokes (Jan) et Billy Porter (Teen Angel).
Une tournée nationale américaine démarre en septembre 1994 à New Haven (Connecticut), qui dure plusieurs années. Parmi les comédiens engagés dans cette tournée, on peut citer Sally Struthers (Miss Lynch), Angela Pupello (Rizzo), Rex Smith (Danny), Trisha M. Gorman (Sandy), Davy Jones (Vince Fontaine), Micky Dolenz (Vince Fontaine), Adrian Zmed (Danny), Debbie Gibson, Heather Stokes, Mackenzie Phillips puis Jasmine Guy (Rizzo), Sutton Foster (Sandy), Marissa Jaret Winokur (Jan) et Lucy Lawless (Rizzo).

#### Tournée américaine (2003)
Cette production a été mise en scène par Ray DeMattis et chorégraphiée par Christopher Gattelli, avec Frankie Avalon (Teen Angel), Jamey Isenor (Danny Zuko), Hanna-Liina Vosa (Sandy Dumbrowski), Jason Harper (Roger), Danny Smith (Sonny LaTierri), John Ashley (Kenickie), Sarah Hubbard (Frenchy), Craig McEldowney (Doody), Kirsten Michaels Allyn (Marty), Jaqueline Colmer (Betty Rizzo), Kristen Bedard (Jan), et Arthur J. Callahan (Vince Fontaine).

#### Broadway et Londres (2007)
Une deuxième reprise a lieu le 24 juillet 2007 au Brooks Atkinson Theatre de Broadway, mise en scène et chorégraphié par Kathleen Marshall. Crumm Max et Laura Osnes ont été choisis pour interpréter les rôles respectifs de Danny et Sandy grâce à l'émission de télé-crochet Grease: You're the One that I Want! diffusée sur NBC. Le spectacle comprend quatre chansons composées pour l'adaptation cinématographique : Hopelessly Devoted to You, Sandy, You're the One That I Want et la chanson-titre. Il prend fin le 4 janvier 2009, après 554 représentations (et 31 avant-premières).
Une reprise a lieu simultanément au Piccadilly Theatre dans le West End de Londres. De la même manière que pour la production américaine, les acteurs principaux sont sélectionnés à la télévision, via l'émission Grease Is the Word diffusée sur ITV. Danny Bayne et Susan McFadden sont ainsi choisis pour jouer les rôles de Danny et Sandy,. Démarrant le 8 août 2007, la production s'arrête le 30 avril 2011 après plus de 1 300 représentations, suivie par une tournée au Royaume-Uni qui commence le 6 mai 2011 à Édimbourg.

#### Tournée américaine (2008)
Une tournée américaine démarre le 2 décembre 2008 à Providence, Rhode Island et s'est arrêté le 23 mai 2010, au Palace Theatre de Cleveland, dans l'Ohio. Taylor Hicks reprend son rôle de Teen Angel, avec Eric Schneider (Danny) et Emily Padgett (Sandy).

#### Paris (2008)
Une adaptation française par Stéphane Laporte est montée à Paris au théâtre Comédia à partir du 8 octobre 2008. La distribution comprend Cécilia Cara dans le rôle de Sandy et Djamel Mehnane dans celui de Danny, aux côtés de Pedro Alves, David Bàn, Nuno Resende, Olivier Ruidavet, Virginie Perrier et Amélie Munier. La production est nommée aux Globes de cristal en 2009. La même année, Amélie Munier et David Bàn sont récompensés d'un Marius pour leur interprétation.
La comédie musicale a été reconduite du 5 décembre 2009 au 3 janvier 2010 au palais des congrès de Paris puis reprogrammée au Palace à partir de septembre 2012.

#### Tournée américaine (2010-2011)
Une nouvelle tournée nationale américaine a lieu du 12 octobre 2010 au 15 mai 2011, mise en scène par David John O'Brien et chorégraphiée par Joyce Chittick. La distribution comprend Dominic Fortuna (Vince Fontaine), Alyssa Herrera (Sandy) et Matt Nolan (Danny).

#### Chicago (2011)
Le directeur artistique P. J. Paparelli et le cocréateur original de Grease Jim Jacobs mettent en scène une nouvelle production pour célébrer les 40 ans de la création du spectacle. Se voulant plus proche de la création originale de 1971, elle est jouée du 21 avril jusqu'en août 2011.

#### Paris (2017-2018)
Adaptation française par Stage Entertainment à Paris au théâtre Mogador dans le 9ème arrondissement (texte intégralement en français et chansons traduites partiellement pour aider à la compréhension). 
Dans les rôles titres de Sandy et Danny : Alyzée Lalande et Alexis Loizon.
La première de gala a eu lieu le 28 septembre 2017 et la dernière le 8 juillet 2018 pour laisser place à Chicago dès le 26 septembre 2018.

#### Productions internationales
De nombreuses productions professionnelles de Grease ont été montées à travers le monde comme en Argentine, en Autriche, en Belgique, au Brésil, au Danemark, en Estonie, en République tchèque, en Colombie, en Allemagne, en Hongrie, en Islande, en Israël, en Italie, au Mexique, aux Pays-Bas, en Nouvelle-Zélande, en Norvège, en Afrique du Sud, en Corée du Sud, en Espagne, en Suède, au Québec, en France et en Pologne.